# Ur lifvet I
Ur lifvet I är en novellsamling av Anne Charlotte Leffler, utgiven 1882 på Hæggströms förlag.

## Om samlingen
Samlingen utgavs i maj 1882 och kom att bli Lefflers genombrott hos såväl kritiker som publik. Den var den första av hennes böcker att ges ut under eget namn och innehöll sammanlagt sju noveller, av vilka fyra var tidigare publicerade. Ellen Key skrev i sin biografi över Leffler att med Ur lifvet "fick svenska litteraturen en på en gång ny och stor författarinna". Lefflers avsikt med sitt verk var att skapa något nytt och modernt som var grundat på hennes egna "fullt själfständiga och reflekterade iakttagelser ur lifvet själft". Hon befann sig också i ett politiskt-ideologiskt sökande där hon intog en något "diffus politisk position till vänster". Hon var också ytterst intresserad av "kvinno-emancipationens stora idé". Dessa ideologiska strömningar kom att göra avtryck i Lefflers författarskap.
Litterärt tog hon också intryck av nya strömningar i samhället. Särskilt läste hon Émile Zola, där hon i synnerhet fann dennes uppmaning till författare att inte anpassa sig efter tidens smak intressant. Hon medgav dock att detta inte var lätt. I Ur lifvet var hon tvungen att balansera sin konstnärliga vilja mot en social hänsyn till att de ämnen hon skrev om var alltför känsliga då de var tagna direkt "ur lifvet". Ur lifvet var Lefflers första fullt ut realistiska verk.
Sommaren 1882 befann sig Leffler på Smådalarö tillsammans med föräldrarna och brodern Frits. Hon nåddes där av beskedet att Ur lifvet sålt mycket bra. Förstaupplagan på 1 500 exemplar var nästan slutsåld och en ny upplaga planerades att ges ut till jul. Efter ytterligare resor under sommaren, bland annat till Danmark, återvände Leffler till Stockholm under hösten. Väl där möttes hon av beskedet att Ur lifvet skulle översättas till flera språk och att recensionerna var rörande överens om hon positionerat sig som en modern författare. Efter julkommersen var även den andra upplagan av boken slutsåld.
Samlingen innehåller totalt sju noveller: En bal i societeten, En stor man, En triumf, Dömd, Doktorns hustru, Sesam öppna dig! och Tvifvel. Av dessa var En bal i societeten, Dömd och Tvifvel sedan tidigare opublicerade. Boken var den första i en serie om sex med titeln Ur lifvet. Den sista delen utgavs postumt 1893.

## Novellerna
En triumpf
Denna novell är en social-psykologisk skildring över den blandning av "avundsjuk missunnsamhet och jublande hyllningar" som Adolf Erik Nordenskiöld mötte när han återvände till Stockholm 24 april 1880 från sin expedition till Nordostpassagen.
Novellen skildrar en stor folksamling som väntar på Nordensköld. Många i publiken är tillresta landsortsbor, vilket får många stockholmare att lägga spydiga kommentarer om "lantisarnas" kläder. Samtidigt är folk kritiska och ett missnöje sprider sig bland publiken: "Hvarför fira denne man så omåttligt?"
En stor man
Denna novell publicerades första gången i Ny Illustrerad Tidning i april 1880. Novellen bygger på upplysningar från Lefflers bästa vän Thecla Sköldberg och hennes syster Signe Hamilton gällande den sistnämndes make Henning Hamilton och dennes skumraskaffärer. Han fick också stå som förebild för huvudpersonen i novellen. Ett år senare uppdagades det att den verklige Hamilton förskingrat en stor summa pengar och Lefflers novell kan därmed sägas föregå verkligheten.
Leffler var länge oviss till om hon skulle ta med novellen i samlingen då den så starkt byggde på en verklig person. Hon var rädd att få kritik som skulle kunna skada hennes karriär. När novellen publicerades var det dock ingen som reagerade på kopplingen till Hamilton och novellen gick därmed obemärkt förbi.
Sesam öppna dig!
Berättelsen kretsar kring en nygift och sliten kanslist som är på väg hem till sin nyblivna hustru. Hon är en "urblekt telegrafist" och deras vigsel har ägt rum under enkla förhållanden. Han tänker att livet inte alls har blivit som han hade föreställt sig och de drömmar han hade som student vid Uppsala universitet har han inte förverkligat. När han närmar sig hemmet inser han dock att han har det som utgör "kärnan i all mänsklig lycka", en hustru som älskar honom och som han älskar tillbaka.
Doktorns hustru
Till skillnad från den idylliska Sesam öppna dig! så är Doktorns hustru en mörk historia. Handlingen kretsar kring en utåt sett framgångsrik läkare, doktor Nordenberg, och dennes hustru, Helena. Maken är dock inkompetent och brutal mot sin egen hustru, som lider av alkoholism. En läkarkollega ser hennes problem , men maken förbjuder denne att hjälpa hustrun. I stället kväver han sin hustrus kärlek genom att inte hjälpa henne. Själv anser hon att det är hennes arvsanlag, "det onda i blodet" (anlagen för att bli alkoholist), som gör att hon inte kan vara maka och mor på ett fungerande sätt. Hon lämnar till slut maken och reser till en kurort utomlands för att försöka bota sin sjukdom.
Litteraturvetaren Claudia Lindén menar att novellen belyser "skillnaden mellan borgerlighetens förljugenhet och möjlighet till verklig sanning". Hon menar också att Leffler genom att skriva novellen bröt mot samtidens tabu att överskrida gränsen mellan privat och offentligt, då alkoholism var en fråga som ansågs tillhöra det privata och som under inga omständigheter fick diskuteras offentligt.
I novellen ges två olika förklaringar till Helenas alkoholism. Den första är att den är orsakad av hennes dysfunktionella relation till maken, som skjuter henne ifrån sig. Maken har själv en mycket generös inställning till alkohol och förordar den som kur för olika lidanden som hans patienter har. Den andra är att alkoholismen är en ärftligt sjukdom då även hennes far hade samma problem. Genom att Leffler klassade alkoholism som en sjukdom så ansåg hon även att densamma gick att bota. Genom denna ståndpunkt anslöt hon sig till samtidens medicinska och evolutionistiska idéer.
Dömd
Likt Doktorns hustru är Dömd en äktenskapsskildring. Historien utspelar sig i Finland mot bakgrund av Rysslands ockupation av landet. En finlandssvensk student förälskar sig i en rysk femme fatale och gifter sig med henne. Genom detta blir han också förbunden med ockupationsmakten. Äktenskapet blir dock en katastrof och han dras in i en lojalitetskonflikt gällande sin nationella identitet. Han isoleras från sina tidigare vänner och han utväg ur sin situation är självmord.
Inspirationen till denna berättelse hade Leffler fått då hon besökt brodern Gösta Mittag-Leffler i Helsingfors.
Tvifvel
Denna berättelse är till stor del också en äktenskapsskildring, likt Doktorns hustru och Dömd, men denna gång utgår skildringen från religiösa frågor. Ellinor, en ung kvinna i Stockholm, är fast övertygad om att religion endast är något för barn. I stället har hon "tvifvlet" som sin egen religion. Efterhand träffar hon predikanten Adrian, tycke uppstår och de gifter sig. Successivt anammar hon makens världsbild och blir troende.
Tvifvel tillhör bland de längsta novellerna i samlingen. Uppslaget till denna fick Leffler Stockholm i februari 1981 efter att ha lyssnat till kyrkoherde Carl Julius Norrbys föreläsning om "det onda". Föreläsningen väckte (på nytt) Lefflers intresse för trosfrågor.
En bal i societeten
Denna novell är precis som Tvifvel en av samlingens längre noveller. Ramen för handlingen är ett äktenskap med starka inbördes spänningar. En man med borgerligt ursprung ska som nyutnämnt statsråd gå på sin första bal och på denna ska även hans dotter Arla introduceras i Stockholms societet. Hustrun i familjen trivs inte alls i den nya miljön som hon upplever som ytlig och fashionabel. Ska hon tvingas att ge upp sin principer för att dottern Arla ska få tillgång till äktenskapsmarknaden som ett besök på balen innebär?
Arla blir på balen uppvaktad av en ökänd charmör, i vilken hon också förälskar sig i. Hennes drömmar krossas när hon får veta att samme man även uppvaktat hennes syster. Novellen slutar med att mor och dotter läser ett stycke ur Bibeln tillsammans.
Novellens berättarröst sympatiserar starkt med den unga Arla. Hon är aningslöst och enligt fadern i berättelsen har hon av modern uppfostrats till ett "våp, som ingenting begriper" och som ett sådant blir hon ett lätt byte för manipulativa karlar. Arlas situation är inte helt olik Lefflers uppväxt: precis som Arla blev hon en gång fascinerad av William Shakespeare-pjäsen Romeo och Julia och för henne liksom för Arla ville hon en gång leva ett liv i ödmjuk pliktuppfyllelse som kvinna. Inspirationen till karaktärsteckningen av statsrådsparet i novellen (alltså Arlas föräldrar) kom från Lefflers möte med Robert Themptander och dennes hustru.

## Mottagande
Lefflers vän och arbetsgivare Ernst Beckman skrev en recension i Ny Illustrerad Tidning där han försökte vara så opartisk som möjligt. Han både berömde och kritiserade Leffler. Som kritik skrev han att hon "lärt en smula för mycket af naturalistiska förebilder" och som beröm anförde han i synnerhet novellen Doktorns hustru, som han menade gjorde stort intryck på honom.
Sydsvenska Dagbladets recensent kallade henne för "en förf. för vår tid" och berömde henne för att lyckas skapa rollfigurer som återskapar dåtidens samhälleliga konflikter och förhållanden. Recensenten menade också att hon genom psykologisk lyhördhet lyckats skapa levande personligheter. Aftonbladets recensent berömde Leffler för hennes äkta verklighetsskildring där hon, menade recensenten, tog parti för det sanna hos de kämpande makterna. Nya Dagligt Allehanda kallade Leffler för "naturligt modern" och i Göteborgs Handels- och Sjöfartstidning skrev Karl Warburg att Leffler kunde finna rätt ämnen och att hon hade en säker observationsförmåga. Han menade också att Leffler var välbekant med dåtidens idéer och tolerant mot olika världsåskådningar.
I Danmark gav Gyldendals förlag ut novellerna Tvifvel, Sesam öppna dig! och Doktorns hustru. Mottagandet där var blandat och försäljningen gick trögt.

### Fotnoter
1. 1 2  ”Ur lifvet”. Libris.kb.se. http://libris.kb.se/hitlist?d=libris&q=leffler+ur+lifvet&f=simp&spell=true&hist=true&p=1. Läst 30 oktober 2012.
2. ↑  Lauritzen 2012, s. 198, 209
3. ↑  Key 1983, s. 57
4. ↑  Lauritzen 2012, s. 198-199
5. ↑  Lauritzen 2012, s. 203
6. ↑  Gedin 2004, s. 57
7. ↑  Lauritzen 2012, s. 221-227
8. ↑  Lauritzen 2012, s. 563
9. 1 2  Lauritzen 2012, s. 209
10. 1 2  Lauritzen 2012, s. 209-210
11. ↑  Lauritzen 2012, s. 210
12. 1 2 3 4  Lauritzen 2012, s. 211
13. ↑  Lindén i Leffler 2013, s. 13
14. ↑  Lindén i Leffler 2013, s. 13-14
15. ↑  Lauritzen 2012, s. 212-213
16. ↑  Lauritzen 2012, s. 213-214
17. ↑  Lauritzen 2012, s. 214
18. ↑  Lauritzen 2012, s. 214-218
19. ↑  Lauritzen 2012, s. 220
20. ↑  Lauritzen 2012, s. 223-225
21. ↑  Lauritzen 2012, s. 223